# Заречная (Гамовское сельское поселение)
Заречная — деревня в Пермском районе Пермского края. Входит в состав Гамовского сельского поселения.

## География
Расположена на реке Подборная, примерно в 3 км к западу от административного центра поселения, села Гамово.

## Население
| 2010 |
| ---- |
| 75   |

## Топографические карты
- Лист карты O-40-77 Юг. Масштаб: 1 : 100 000. Состояние местности на 1983 год. Издание 1985 г.